# Grups Antiterroristes d'Alliberament
Els Grups Antiterroristes d'Alliberament (en castellà Grupos Antiterroristas de Liberación) o GAL foren grups armats parapolicials espanyols que practicaren el que es coneix com a Guerra bruta o terrorisme d'Estat a Espanya i França durant la dècada del 1980 amb la col·laboració d'alts funcionaris del Ministeri de l'Interior espanyol, aleshores dirigit pel PSOE del president Felipe González per intentar posar fi al santuari de l'organització ETA a França, establerts a partir del document del CESID Acciones en Francia de 1983. Algunes de les accions dels GAL que més van transcendir foren la tortura i assassinat de José Antonio Lasa i José Ignacio Zabala, l'atemptat de l'Hotel Monbar o el segrest de Segundo Marey.

## Activitat
L'origen del grup es trobaria en un document del servei d'espionatge espanyol CESID -precursor de l'actual CNI-- de 6 de juliol de 1983, l'encapçalament del qual deia: "Accions a França". Aquest informe, semblant a un anterior que no va ser autoritzat per Adolfo Suárez l'any 1978, recollia recomanacions i de com actuar contra els suposats membres d'ETA, examinava la possibilitat de dur a terme accions de "guerra bruta" al sud de França davant la manca de col·laboració en la lluita contra ETA i concloia que "la forma d'actuació més aconsellable és la desaparició per segrest"; Subratllant que "només els qui estan liderant la lluita contra el terrorisme en el seu conjunt poden decidir (sic) si aquestes accions o no". "Posteriorment, aquesta 'nota de publicació' va ser coneguda popularment com l'acta fundacional dels GAL".
L'activitat del grup va iniciar-se a final de 1983 i 1984, quan França va iniciar les extradicions a Espanya, van baixar, reforçant-se de nou el 1985, quan les extradicions es van aturar per les protestes causades per les violacions dels drets, i s'atura amb l'arribada al poder de la dreta de Jacques Chirac a França en 1986.
En la creació, d'acord amb les diferents sentències del casos jutjats i nombroses investigacions, van partipar com a mínim Julián Sancristóbal, governador civil de Biscaia, Ricardo García Damborenea, secretari general del PSOE de Biscaia; Francisco Álvarez, cap superior de Policia de Bilbao; i Miguel Planchuelo, cap de la Brigada Regional d'informació de Bilbao. Les seves accions criminals es dirigiren contra l'organització armada ETA, militants de l'esquerra abertzale o ecologistes. Foren condemnats també per la seva vinculació amb els GAL el Secretari d'estat de seguretat del PSOE Rafael Vera i el Ministre de l'Interior del PSOE José Barrionuevo, el juliol de 1998. Serien indultats cinc mesos més tard pel govern espanyol.
Els GAL foren investigats per periodistes com Ricardo Arques Pedro J. Ramírez i Pepe Rei, que exposaren a l'opinió pública la seva organització, fonts de finançament i implicacions polítiques.

## Membres
José Amedo Fouce i Michel Domínguez actuaven com a organitzadors i reclutadors del grup, que comptava amb mercenaris i membres del dissolt Batallón Vasco Español van ser responsables de tortures i de la mort de 27 persones i d'una trama de corrupció generalitzada basada en els fons reservats del Ministeri de l'Interior.
El mateix president del govern espanyol, Felipe González fou assenyalat insistentment com a màxim responsable de la trama, fins i tot per algun dels seus membres tot i que no fou finalment processat, i el 2010 declarà que tingué l'oportunitat d`escapçar la cúpula de l'organització i va optar per no fer-ho. També es va negar a investigar el malversament del fons reservat del ministeri de l'interior espanyol. Per la seva vinculació, foren condemnats el ministre de l'Interior espanyol de 1982 a 1988 José Barrionuevo Peña i el seu successor fins al 1993, José Luis Corcuera Cuesta, el Secretari d'Estat per la Seguretat Rafael Vera, el secretari general del Partit Socialista d'Euskadi Ricardo García Damborenea, l'ex governador civil de Guipúzcoa Julen Elgorriaga, el tinent coronel Ángel Vaquero, el llargament condecorat General de la Guàrdia Civil de la caserna d'Intxaurrondo Enrique Rodríguez Galindo.